# Tim Kingsbury
Tim Kingsbury är med i indierockbandet Arcade Fire. Där spelar han bas, gitarr och keyboard. Innan Arcade Fire var han med i bandet New International Standard med Richard Reed Parry och Jeremy Gara från Arcade Fire.